# Deutsche Nationalmannschaft Skibergsteigen/Frauen
Frauen der deutschen Nationalmannschaft Skibergsteigen (German Skimountaineering Team)

## Erfolge

### Weltmeisterschaften
Plätze unter den ersten 10
| Disziplin                                     | Platz                                        | Teilnehmer                                                  |
| II. Weltmeisterschaft im Skibergsteigen 2004  | II. Weltmeisterschaft im Skibergsteigen 2004 | II. Weltmeisterschaft im Skibergsteigen 2004                |
| --------------------------------------------- | -------------------------------------------- | ----------------------------------------------------------- |
| Vertical Race                                 | 8.                                           | Christine Echtler-Schleich                                  |
| Team                                          | 9.                                           | Christine Echtler-Schleich/Silvia Treimer                   |
| Kombinationswertung                           | 10.                                          | Silvia Treimer                                              |
| III. Weltmeisterschaft im Skibergsteigen 2006 |                                              |                                                             |
| Staffel Damen                                 | 4.                                           | Judith Graßl, Barbara Gruber, Silvia Treimer, Stefanie Koch |
| Team Damen                                    | 4.                                           | Judith Graßl, Stefanie Koch                                 |
| Vertical Race                                 | 8.                                           | Barbara Gruber                                              |
| Team Damen                                    | 10.                                          | Christine Echtler-Schleich/Silvia Treimer                   |
| IV. Weltmeisterschaft im Skibergsteigen 2008  |                                              |                                                             |
| Single                                        | 9.                                           | Stefanie Koch                                               |
| Team Damen                                    | 6.                                           | Stefanie Koch, Judith Graßl                                 |

### Europameisterschaften
Plätze unter den ersten 10
| Disziplin                                   | Platz                                       | Teilnehmer                                   |
| V. Europameisterschaft 2003 in der Slowakei | V. Europameisterschaft 2003 in der Slowakei | V. Europameisterschaft 2003 in der Slowakei  |
| ------------------------------------------- | ------------------------------------------- | -------------------------------------------- |
| Einzel Damen                                | 4.                                          | Judith Graßl                                 |
| Team Damen                                  | 5.                                          | Traudl Maurer, Judith Graßl                  |
| Kombinationswertung                         | 6.                                          | Judith Graßl                                 |
| Team Damen                                  | 7.                                          | Silvia Treimer, Christine Echtler-Schleich   |
| Kombinationswertung                         | 7.                                          | Traudl Maurer                                |
| Einzel Damen                                | 8.                                          | Traudl Maurer                                |
| VI. Europameisterschaft 2005 in Andorra     |                                             |                                              |
| Staffel Damen                               | 3.                                          | Judith Graßl, Barbara Gruber, Silvia Treimer |
| Vertical Race                               | 3.                                          | Barbara Gruber                               |
| Team Damen                                  | 3.                                          | Barbara Gruber, Judith Graßl                 |
| Einzel Damen                                | 9.                                          | Judith Graßl                                 |
| Team Damen                                  | 9.                                          | Silvia Treimer, Christine Echtler-Schleich   |
| Vertical Race                               | 10.                                         | Christine Echtler-Schleich                   |
| VII. Europameisterschaft 2007 in Frankreich |                                             |                                              |
| Staffel Damen                               | 4.                                          | Judith Graßl, Silvia Treimer, Stefanie Koch  |
| Vertical Race                               | 4.                                          | Barbara Gruber                               |
| Team Damen                                  | 4.                                          | Judith Graßl, Stefanie Koch                  |
| Kombination Damen                           | 7.                                          | Judith Graßl                                 |
| Einzel Damen                                | 8.                                          | Judith Graßl                                 |
| Kombination Damen                           | 10.                                         | Stefanie Koch                                |

### Klassische Wettbewerbe
Plätze unter den ersten 3
| Patrouille des Glaciers | Patrouille des Glaciers | Patrouille des Glaciers                     |
| Jahr                    | Platz                   | Teilnehmer                                  |
| ----------------------- | ----------------------- | ------------------------------------------- |
| 2006                    | 3.                      | Judith Graßl, Silvia Treimer, Stefanie Koch |